# Felix Holldack
Felix A. Holldack (ur. 10 października 1880 w Królewcu, zm. 29 maja 1944 w Garmisch-Partenkirchen) – niemiecki profesor prawa, specjalizujący się w zakresie historii i filozofii prawa.
W latach 1899–1902 studiował prawo i filozofię w Berlinie, Heidelbergu, Królewcu i Monachium. W 1902 roku otrzymał doktorat z nauk prawnych Uniwersytetu w Lipsku (w związku z pracą o wpływie prawa kanonicznego na prawo małżeńskie w niemieckim kodeksie cywilnym), a dwa lata później z filozofii uniwersytetu w Heidelbergu na podstawie pracy poświęconej piśmiennictwu o gruzińskiej królowej Tamarze. W 1909 otrzymał habilitację na królewieckim uniwersytecie. Od 1911 do 1914 pracował w Lipsku, a od 1920 do 1934 w Dreźnie. Po przejęciu władzy przez nazistów został przymusowo przeniesiony w stan spoczynku.